# Países Bajos en los Juegos Europeos de Cracovia 2023
Los Países Bajos participaron en los Juegos Europeos de Cracovia 2023 con un equipo de 185 deportisas. Responsable del equipo nacional fue el Comité Olímpico Neerlandés.

## Medallistas
El equipo de Países Bajos obtuvo las siguientes medallas:
| Nombre | Deporte               | Competición         |
| --- | --------------------- | ------------------- |
| Oro |                       |                     |
| Menno Vloon | Atletismo             | Salto con pértiga M |
| Lieke Klaver | Atletismo             | 200 m F             |
| Femke Bol | Atletismo             | 400 m F             |
| N'Ketia Seedo Lieke Klaver Jamile Samuel Tasa Jiya                                                                              | Atletismo             | 4 × 100 m F         |
| Robin Tabeling Selena Piek | Bádminton             | Dobles mixto        |
| India | Breakdancing          | Individual F        |
| Puck Pieterse | Ciclismo de montaña   | Campo a través F    |
| Tristan Tulen | Esgrima               | Espada individual M |
| Plata |                       |                     |
| Raphael Bouju | Atletismo             | 100 m M             |
| Nadine Visser | Atletismo             | 100 m vallas F      |
| Debora Jille Cheryl Seinen | Bádminton             | Dobles F            |
| Menno | Breakdancing          | Individual M        |
| Brian Timmermans | Karate                | Kumite –84 kg M     |
| Bregje Maria de Brouwer Marloes Steenbeek                                                                                       | Natación sincronizada | Dúo técnico F       |
| Bronce |                       |                     |
| Liemarvin Bonevacia | Atletismo             | 400 m M             |
| Niels Laros | Atletismo             | 1500 m M            |
| N'Ketia Seedo | Atletismo             | 100 m F             |
| Cathelijn Peeters | Atletismo             | 400 m vallas F      |
| Frank de Wit Michael Korrel Jesper Smink Jelle Snippe Pleuni Cornelisse Sanne van Dijke Hilde Jager Marit Kamps Karen Stevenson | Judo                  | Mixto               |